# Leptostylus quintalbus
Leptostylus quintalbus es una especie de escarabajo longicornio del género Leptostylus, categorizada en la tribu Acanthocinini, de la subfamilia Lamiinae. Fue descrita por Bates en 1885.

## Descripción
Mide 3,7-4,25 mm de longitud.

## Distribución
Se distribuye por Costa Rica, México y Panamá.